# 734

## Догађаји
- Битка код Борна: Франци под водством Карла Мартела, градоначелника палате Неустрије и Аустразије, побеђују Фризе близу ушћа реке Боарн (сада холандска провинција Фризија). Током битке, фризијска војска је потучена, а краљ Попо је убијен. Франци преузимају контролу над фризијским земљама западно од Лаувера (Холандија) и почињу да пљачкају паганска светилишта. Фризи постају франачки вазали, осим племена која живе у источној Фризији у данашњој Немачкој.
- Омајадско освајање Галије: муслиманске снаге под Абд ал-Маликом ибн Катн ал-Фихријем, гувернером (вали) Ал-Андалуза (модерна Шпанија), улазе у Провансу и врше напад на долину реке Роне. Градове Авињон, Арл и Марсеј предаје гроф Мауронтус, који је у побуни против Карла Мартела.
- 23. март – Велики земљотрес погодио је град Ћинџоу династије Танг (у близини данашњег града Тјеншуи), изазвавши озбиљну штету и убио око 4000 људи.
- Билге Кагхан, каган Другог турског каганата, отрован је и убио Бујрук Чор, изасланик који је једном послат цару Танг Ксуанзонгу. Наследио га је син Иоллıг.